# Bundesstraße 190
Pour les articles homonymes, voir B190 et Route 190.
La Bundesstraße 190 est une Bundesstraße du Land de Saxe-Anhalt.

## Histoire
La preußische Staatschaussee Nr. 86b longue de 41,5 km est achevée en 1854. Elle relie les preußischen Staatschausseen 86 et 86a.
La Reichsstraße 190 est nommée vers 1937. Cette route est entièrement située sur le territoire de la RDA et désignée comme Fernverkehrsstraße 190 (abréviation F 190).
La Bundesstraße 190 fait partie de la Route de l'art roman, qui suit également l'ancienne voie traversant Arendsee. La ville d'Arendsee a un contournement depuis le 5 octobre 1995.

## Source
- (de) Cet article est partiellement ou en totalité issu de l’article de Wikipédia en allemand intitulé « Bundesstraße 190 » (voir la liste des auteurs).

1. ↑  (de) « Die Bundes- und Reichsstraßen in Deutschland - Nr. 166 bis 327 » [archive du 18 février 2009], sur home.arcor.de (consulté le 16 juillet 2025)